# Lance Reventlow
Graf Lawrence „Lance“ von Haugwitz-Hardenberg-Reventlow (* 24. Februar 1936 in Paddington, Vereinigtes Königreich; † 24. Juli 1972 in den Rocky Mountains, Vereinigte Staaten) war der Urenkel von Winfield Woolworth, dem Gründer der gleichnamigen US-amerikanischen Kaufhauskette Woolworth, und das einzige Kind von Barbara Hutton, der einzigen Erbin des Woolworth-Vermögens, aus ihrer zweiten Ehe mit dem Gutsbesitzer in Schlesien Kurt von Haugwitz-Hardenberg-Reventlow. Er besaß aus diesem Grund sowohl die dänische als auch die US-amerikanische Staatsbürgerschaft. In der Automobilweltmeisterschaft fuhr er unter US-amerikanischer Lizenz.

## Leben

### Jugend

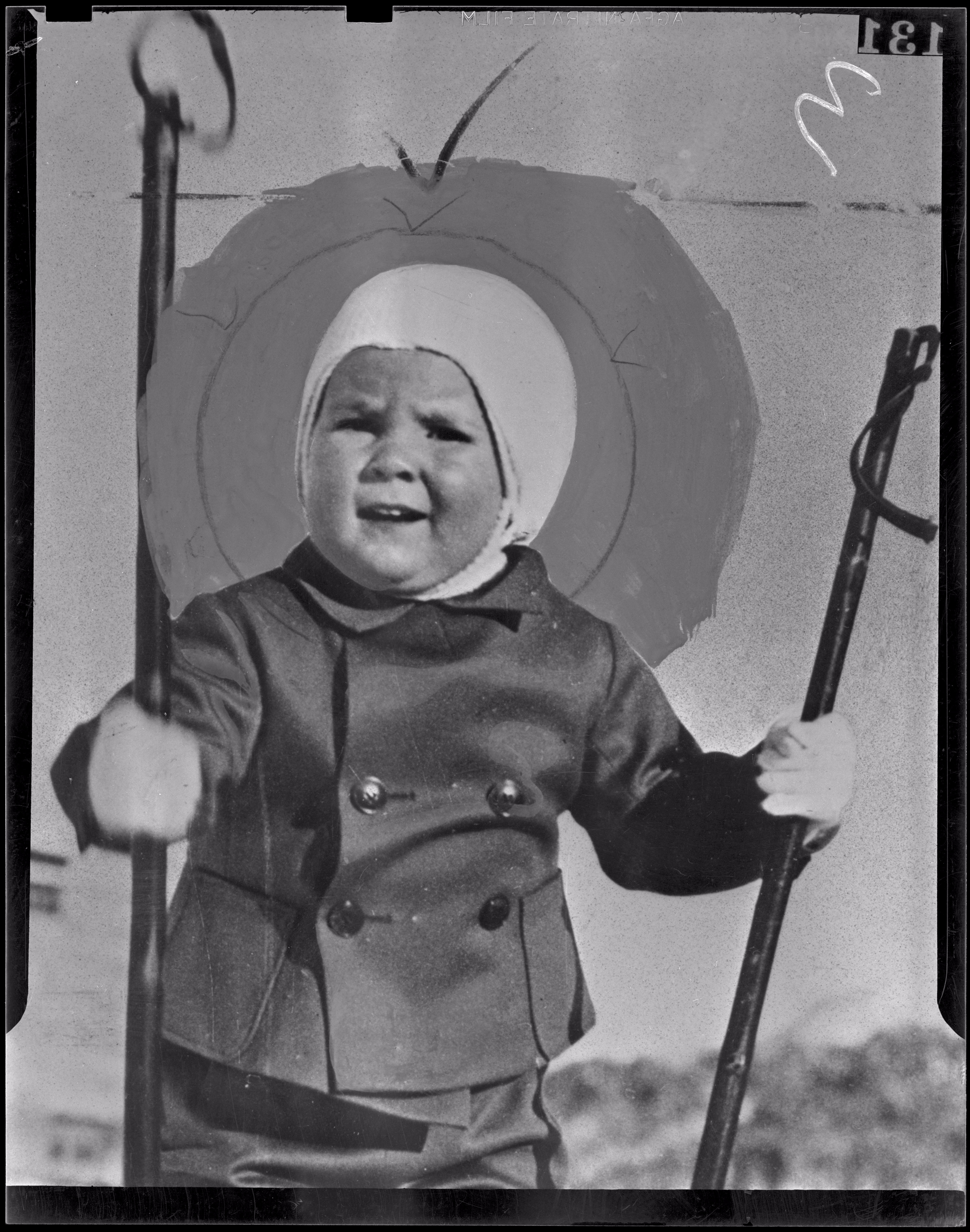
Lance Reventlow als Kind mit Skiern (1938)

Lance Reventlow wurde als kleines Kind entführt und seine Eltern zogen ihn daraufhin bis zu ihrer Scheidung 1941 im Winfield House im Regent’s Park in London auf, wo er vor der Öffentlichkeit versteckt wurde. Die Ehe der Eltern galt als unglücklich und wurde geschieden. Aus diesem Grund gab es fast keine Verbindung von Lance zu seinem Vater. Er hatte später noch einen 1947 in den USA geborenen Stiefbruder Richard Graf von Haugwitz.

### Cary Grant und James Dean
In ihrer dritten Ehe heiratete seine Mutter 1942 den erfolgreichen US-amerikanischen Filmschauspieler Cary Grant. Zwischen Grant und Lance Reventlow entwickelte sich eine enge Beziehung, die auch die Scheidung Grants von seiner Mutter 1945 überdauerte. Er lernte durch Grant viele Hollywood-Größen kennen und war unter anderem eng befreundet mit James Dean, da beide die Leidenschaft des Rennfahrens teilten. Als Dean 1955 tödlich verunglückte, war Reventlow mit seinem Mercedes-Benz 300 SL in den Bergen Kaliforniens auf dem Weg nach Salinas zum Abendessen unterwegs, zu dem sie sich verabredet hatten.

### Motorsport
Ende der 1950er-Jahre kaufte er einen Maserati 200S sowie ein Cooper-Rennauto in Großbritannien, fuhr ein Jahr in der Formel 2 und gründete daraufhin sein eigenes Team (Scarab). Da er zu diesem Zeitpunkt auf den Frontmotor setzte, der gerade dabei war, durch den Mittelmotor verdrängt zu werden, war sein Team relativ chancenlos. Sein Ehrgeiz ging so weit, dass er sogar eigene Rennfahrzeuge in Serie herstellen wollte. Er selbst trat als Rennfahrer in der Automobil-Weltmeisterschaft nur 1960 beim Großen Preis von Großbritannien ein einziges Mal an, musste das Rennen aber wegen eines Motorschadens vorzeitig beenden. Daraufhin verlor er das Interesse am Motorsport und zog sich ins Privatleben zurück. Dort führte er weiterhin das Leben eines „Playboys“ des Jetsets.

### Privatleben
Von 1959 bis 1963 war er mit der Schauspielerin Jill St. John verheiratet. 1964 heiratete er Cheryl Holdridge, mit der er bis zu seinem Unfalltod verheiratet war. Seine Hobbys waren Skifahren, Wandern, Autorennfahren und Fliegen. Aus diesem Grunde lebte er die meiste Zeit in Aspen, wo er Anfang der 1970er-Jahre ein Skizentrum aufbauen wollte, um reiche Gäste in den Ort zu locken. Damit griff er der Idee vor, die später zum Ausbau Aspens als Edel-Skiort der USA führte.

### Tod
Reventlow starb bei einem Flugzeugunfall in den Rocky Mountains im US-Bundesstaat Colorado bei einem Sturm in einer Cessna 206. Bei diesem Flug flog ein relativ unerfahrener 27-jähriger Flugschüler und Reventlow war nur Passagier, obwohl er als Sportflieger über eine Erfahrung von Tausenden von Flugstunden auf verschiedensten Maschinen, selbst Linienflugzeugen, verfügte. Der Pilot flog in einen schwer einzusehenden Canyon und zerschellte mit der Maschine bei dem Versuch, aus dem Canyon herauszuwenden.
Die Ausgestaltung seiner Beerdigung wurde von Cary Grant koordiniert, da Barbara Hutton nach der Todesnachricht einen Nervenzusammenbruch erlitten hatte und an Depressionen litt, die durch ihre jahrelange Trunksucht und ihren Medikamentenmissbrauch entstanden waren und durch den Tod des Sohnes verstärkt wurden.

## Statistik

### Statistik in der Formel 1

#### Gesamtübersicht
| Saison | Team                       | Chassis       | Motor         | Rennen | Siege | Zweiter | Dritter | Poles | schn. Rennrunden | Punkte | WM-Pos. |
| ------ | -------------------------- | ------------- | ------------- | ------ | ----- | ------- | ------- | ----- | ---------------- | ------ | ------- |
| 1960   | Reventlow Automobiles Inc. | Scarab Type 1 | Scarab 2.5 L4 | 1      | −     | −       | −       | −     | −                | −      | NC      |
| Gesamt | Gesamt                     | Gesamt        | Gesamt        | 1      | −     | −       | −       | −     | −                | −      |         |

#### Einzelergebnisse
| Saison | 1   | 2 | 3   | 4   | 5 | 6  | 7 | 8 | 9 | 10 |
| ------ | --- | - | --- | --- | - | -- | - | - | - | -- |
| 1960   |     |   |     |     |   |    |   |   |   |    |
|        | DNQ |   | DNS | DNF |   | WD |   |   |   |    |

| Legende  | Legende            | Legende                                                          |
| Farbe    | Abkürzung          | Bedeutung                                                        |
| -------- | ------------------ | ---------------------------------------------------------------- |
| Gold     | –                  | Sieg                                                             |
| Silber   | –                  | 2. Platz                                                         |
| Bronze   | –                  | 3. Platz                                                         |
| Grün     | –                  | Platzierung in den Punkten                                       |
| Blau     | –                  | Klassifiziert außerhalb der Punkteränge                          |
| Violett  | DNF                | Rennen nicht beendet (did not finish)                            |
| Violett  | NC                 | nicht klassifiziert (not classified)                             |
| Rot      | DNQ                | nicht qualifiziert (did not qualify)                             |
| Rot      | DNPQ               | in Vorqualifikation gescheitert (did not pre-qualify)            |
| Schwarz  | DSQ                | disqualifiziert (disqualified)                                   |
| Weiß     | DNS                | nicht am Start (did not start)                                   |
| Weiß     | WD                 | zurückgezogen (withdrawn)                                        |
| Hellblau | PO                 | nur am Training teilgenommen (practiced only)                    |
| Hellblau | TD                 | Freitags-Testfahrer (test driver)                                |
| ohne     | DNP                | nicht am Training teilgenommen (did not practice)                |
| ohne     | INJ                | verletzt oder krank (injured)                                    |
| ohne     | EX                 | ausgeschlossen (excluded)                                        |
| ohne     | DNA                | nicht erschienen (did not arrive)                                |
| ohne     | C                  | Rennen abgesagt (cancelled)                                      |
| ohne     | keine WM-Teilnahme |                                                                  |
| sonstige | P/fett             | Pole-Position                                                    |
| sonstige | 1/2/3/4/5/6/7/8    | Punktplatzierung im Sprint-/Qualifikationsrennen                 |
| sonstige | SR/kursiv          | Schnellste Rennrunde                                             |
| sonstige | *                  | nicht im Ziel, aufgrund der zurückgelegten Distanz aber gewertet |
| sonstige | ()                 | Streichresultate                                                 |
| sonstige | unterstrichen      | Führender in der Gesamtwertung                                   |

### Sebring-Ergebnisse
| Jahr | Team            | Fahrzeug        | Teamkollege  | Platzierung | Ausfallgrund |
| ---- | --------------- | --------------- | ------------ | ----------- | ------------ |
| 1957 | Lance Reventlow | Maserati 200SI  | Bill Pollack | Ausfall     | Motorschaden |
| 1959 | E. D. Martin    | Ferrari 250TR58 | E. D. Martin | Rang 6      |              |

### Einzelergebnisse in der Sportwagen-Weltmeisterschaft
| Saison | Team            | Rennwagen      | 1   | 2   | 3   | 4   | 5   | 6   | 7   |
| ------ | --------------- | -------------- | --- | --- | --- | --- | --- | --- | --- |
| 1957   | Lance Reventlow | Maserati 200SI | BUA | SEB | MIM | NÜR | LEM | KRI | CAR |
| 1957   | Lance Reventlow | Maserati 200SI | DNF |     |     |     |     |     |     |
| 1959   | E. D. Martin    | Ferrari 250TR  | SEB | TAR | NÜR | LEM | RTT |     |     |
| 1959   | E. D. Martin    | Ferrari 250TR  | 6   |     |     |     |     |     |     |